# 杉本芳一
杉本 芳一（すぎもと よしかず、1957年 - ）は、日本の薬学者。慶應義塾大学薬学部教授、癌研究会・癌化学療法センター・遺伝子治療研究室・室長。

## 研究
専門は「薬剤耐性」。抗がん剤治療の上で、現代医学が頭を悩ませている薬を細胞の外に排出してしまうトランスポーターのメカニズムの解明に力を注いでいる。

## 略歴
- 1957年、静岡県に生まれる。
- 1980年、東京大学薬学部薬学科卒業。
- 1985年、東京大学大学院薬学研究科博士取得。薬学博士　論文名は　「癌細胞の制癌抗生物質耐性に関する研究 」[1]。
- 1994年、癌研究会・癌化学療法センター基礎研究部・主任研究員。
- 1995年、癌研究会・癌化学療法センター基礎研究部・副部長。
- 2000年、癌研究会・癌化学療法センター分子生物治療研究部・部長。
- 2004年、共立薬科大学教授
- 2005年、癌研究会・癌化学療法センター・遺伝子治療研究室・室長（現在）。
- 2008年、合併により慶應義塾大学薬学部教授（現在）。